# Мексико (Мисури)
Мексико (енгл. Mexico) град је у америчкој савезној држави Мисури.

## Демографија
По попису из 2010. године број становника је 11.543, што је 223 (2,0%) становника више него 2000. године.
| Група             | 2000.         | 2010.         |
| Белци             | 9.992 (88,3%) | 9.715 (84,2%) |
| Афроамериканци    | 1.040 (9,2%)  | 960 (8,3%)    |
| Азијати           | 58 (0,5%)     | 88 (0,8%)     |
| Хиспаноамериканци | 99 (0,9%)     | 474 (4,1%)    |
| Укупно            | 11.320        | 11.543        |